# Мег Фостер
Мег Фостер (англ. Meg Foster; 10 травня 1948) — американська акторка кіно і телебачення, найбільш відома ролями у фільмах «Вони живуть», «Володарі Всесвіту», «Левіафан» та телесеріалах «Геркулес: Легендарні подорожі» та «Ксена: принцеса-воїн».

## Біографія
Мег Фостер народилася 10 травня 1948 року в місті Редінг, штат Пенсільванія. Батьки Девід Фостер і Ненсі Адамсон. Вивчала акторську майстерність у Neighborhood Playhouse в Нью-Йорку. Перед своїм дебютом у постановці «Будівельники імперії» вона з'явилася в літньому театрі університету Корнелла в спектаклі «Тіло Джона Брауна».

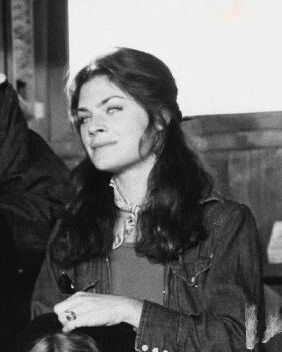
1974 рік

Перебравшись у Лос-Анджелес отримала перші невеликі ролі в кіно і на телебаченні. Її дебют у кіно відбувся в 1970 році у фільмі «Адам о шостій годині ранку». Найбільшим успіхом на телебаченні став серіал «Кегні та Лейсі», де вона грала детектива Кріс Кегні. Але після перших шести епізодів Фостер замінили на Шерон Глесс, вважаючи її не жіночною. Знімалася у таких фільмах, як «Гаянська трагедія: Історія Джима Джонса» (1980), «Квиток на небеса» (1981), «Вихідні Остермана» (1983), «Володарі Всесвіту» (1987), «Вони живуть» (1988), «Левіафан» (1989), «Сліпа лють» (1989), «Безжалісний» (1989), «Проект «Переслідувач тіні»» (1992), «Кращі з кращих 2» (1993), «Облівіон» (1994), а також у серіалах «Геркулес: Легендарні подорожі» та «Ксена: принцеса-воїн», де зіграла царицю богів Геру.

## Особисте життя
Мег Фостер була у шлюбі із актором Стівеном Макгетті. Мала стосунки з Роном Старром, у них народився син на ім'я Крістофер Старр.

## Фільмографія
| Рік       |    | Українська назва                        | Оригінальна назва                      | Роль                        |
| --------- | -- | --------------------------------------- | -------------------------------------- | --------------------------- |
| 2020      | ф  |                                         | There's No Such Thing as Vampires      | сестра Френк                |
| 2019      | ф  |                                         | Investigation 13                       | Лейла Перріш                |
| 2019      | с  | мінісеріал                              | A Place Called Hollywood               | Беверді Бондс               |
| 2018      | ф  | Оверлорд                                | Overlord                               | бабуся Хлої                 |
| 2018      | ф  |                                         | Any Bullet Will Do                     | Ма Вітмен                   |
| 2018      | ф  |                                         | A Reckoning                            | Діана Мейпл                 |
| 2017      | ф  | Джиперс Кріперс 3                       | Jeepers Creepers 3                     | Гейлен Брендон              |
| 2017      | с  | Твін Пікс: Повернення                   | Twin Peaks                             | касир                       |
| 2016      | ф  | 31                                      | 31                                     | Венера                      |
| 2015      | с  | Первородні                              | The Originals                          | Джозефіна                   |
| 2015      | ф  | Місце під назвою Голлівуд               | A Place Called Hollywood               | Беверлі Бондс               |
| 2013—2016 | с  | Милі ошуканки                           | Pretty Little Liars                    | Карла Грюнвальд             |
| 2013—2014 | с  | Рейвенсвуд                              | Ravenswood                             | Карла Грюнвальд             |
| 2013      | с  | Менталіст                               | The Mentalist                          | Джудіт Сейней               |
| 2013      | с  |                                         | Hjem                                   | Міна                        |
| 2012      | ф  | Повелителі Салема                       | The Lords of Salem                     | Маргарет Морган             |
| 2011      | ф  | Себастьян                               | Sebastian                              | Глорія                      |
| 2011      | ф  | Серце героя                             | 25 Hill                                | Одрі Гіббс                  |
| 2004      | ф  |                                         | Coming Up Easy                         | мати                        |
| 2003      | кф | Будучи з Едді                           | Being with Eddie                       | Елінор                      |
| 2000      | с  | Ксена: принцеса-воїн                    | Xena: Warrior Princess                 | Гера                        |
| 1999      | с  | Вир світів                              | Sliders                                | полковник Маргарет Берк     |
| 1999      | ф  | Позбавлений життя                       | The Minus Man                          | Ірен                        |
| 1998      | ф  | Загулена долина                         | Lost Valley                            | Мері-Енн Комптон            |
| 1998      | ф  | Утікач                                  | Spoiler                                | жінка 1                     |
| 1998      | ф  | Людина в залізній масці                 | The Man in the Iron Mask               | Анна Австрійська            |
| 1998—1999 | с  | Геркулес: Легендарні подорожі           | Hercules: The Legendary Journeys       | Гера                        |
| 1997      | тф | Глибокі сімейні таємниці                | Deep Family Secrets                    | Еллен                       |
| 1996      | с  | Містер і місіс Сміт                     | Mr. & Mrs. Smith                       | Афіна                       |
| 1996      | с  | Зоряний шлях: Глибокий космос 9         | Star Trek: Deep Space Nine             | Оная                        |
| 1996      | ф  | Космічна морська піхота                 | Space Marines                          | командер Лассер             |
| 1996      | ф  | Облівіон 2                              | Oblivion 2: Backlash                   | Стелл Барр                  |
| 1995      | ф  | Ідеальні вбивці                         | The Killers Within                     | Лаура Сітон                 |
| 1995      | ф  | Прикриття                               | Undercover Heat                        | місіс В                     |
| 1995      | с  | Швидка допомога                         | ER                                     | місіс Роуз                  |
| 1994      | с  | Мисливець за приданим                   | Fortune Hunter                         | Джорджия Апплтон            |
| 1994      | ф  | Голлівудська мадам                      | Lady in Waiting                        | Керрі                       |
| 1994      | ф  | Бій для безсмертних                     | Immortal Combat                        | Квінн                       |
| 1994      | ф  | Відрубані голови                        | Shrunken Heads                         | Біг Мо                      |
| 1994      | ф  | Облівіон                                | Oblivion                               | Стелл Барр                  |
| 1993      | ф  | Приховані страхи                        | Hidden Fears                           | Морін Дітц                  |
| 1993      | ф  | Найкращі з найкращих 2                  | Best of the Best II                    | Сью Макколі                 |
| 1992      | с  | Квантовий стрибок                       | Quantum Leap                           | Лаура Фуллер                |
| 1992      | с  | Обґрунтовані сумніви                    | Reasonable Doubts                      | Анна Дейр                   |
| 1992      | в  | Проект «Переслідувач тіні»              | Shadowchaser                           | Сара                        |
| 1992      | в  | Безжалісний 2                           | Dead On: Relentless II                 | Керол Дітц                  |
| 1992      | тф | Спіймати вбивцю                         | To Catch a Killer                      | Карлсон                     |
| 1991      | ф  | Удар з майбутнього                      | Future Kick                            | Ненсі                       |
| 1991      | ф  | Дипломатична недоторканність            | Diplomatic Immunity                    | Герта Герман                |
| 1991      | с  | Угода Шеннона                           | Shannon's Deal                         | Єва Мелвіль                 |
| 1990—1991 | с  | Випробування Розі О'Ніл                 | The Trials of Rosie O'Neill            | Деб Грант                   |
| 1990      | с  | Молоді наїзники                         | The Young Riders                       | Мері Лу                     |
| 1990      | ф  | Поцілунок Ізабель                       | Jezebel's Kiss                         | Аманда Фаберсон             |
| 1990      | ф  | Удар у спину                            | Back Stab                              | Сара Руднік                 |
| 1989      | ф  | Пастка                                  | Tripwire                               | Джулія                      |
| 1989      | ф  | Вітчим 2                                | Stepfather II                          | Керол Грейланд              |
| 1989      | ф  | Безжалісний                             | Relentless                             | Керол Дітц                  |
| 1989      | ф  | Сліпа лють                              | Blind Fury                             | Лінн Деверо                 |
| 1989      | ф  | Левіафан                                | Leviathan                              | міс Мартін                  |
| 1989      | с  | Автостопщик                             | The Hitchhiker                         | Дейдра                      |
| 1989      | с  | Той, що дзвонить опівночі               | Midnight Caller                        | Енні Дрісколл               |
| 1988      | тф | Зрада мовчання                          | Betrayal of Silence                    | Джулі                       |
| 1988      | ф  | Вони живуть                             | They Live                              | Голлі                       |
| 1988      | ф  | Швидка їзда                             | Riding Fast                            | Сара                        |
| 1988      | с  | Шоу Косбі                               | The Cosby Show                         | Дян                         |
| 1987—1988 | с  | Поліція Маямі                           | Miami Vice                             | Еліс Карсон                 |
| 1987      | тф |                                         | Desperate                              | Дорімей                     |
| 1987      | ф  | Володарі Всесвіту                       | Masters of the Universe                | Евіл-Лін                    |
| 1986      | в  | Вітер                                   | The Wind                               | Сіан Андерсон               |
| 1985—1996 | с  | Вона написала вбивство                  | Murder, She Wrote                      | Лаура Кервін / Дел Скотт    |
| 1985      | с  | Зона сутінків                           | The Twilight Zone                      | Дженні                      |
| 1985      | ф  | Смарагдовий ліс                         | The Emerald Forest                     | Джин Мархем                 |
| 1984      | тф |                                         | Best Kept Secrets                      | Шарі Мітчелл                |
| 1983      | тф |                                         | Desperate Intruder                     | Джоанна Велкотт             |
| 1983      | ф  | Вихідні Остермана                       | The Osterman Weekend                   | Елі Таннер                  |
| 1982      | с  | Кегні та Лейсі                          | Cagney & Lacey                         | детектив Кріс Кегні         |
| 1981      | ф  | Квиток на небеса                        | Ticket to Heaven                       | Інгрід                      |
| 1980      | ф  | Керні                                   | Carny                                  | Герта                       |
| 1980      | тф | Легенда Сонної лощини                   | The Legend of Sleepy Hollow            | Катріна Ван Тассел          |
| 1980      | тф | Гаянська трагедія: Історія Джима Джонса | Guyana Tragedy: The Story of Jim Jones | Джен Річі                   |
| 1980      | тф |                                         | Dan August: Murder, My Friend          | Ем Джексон                  |
| 1979      | тф | Червона літера                          | The Scarlet Letter                     | Гестер Прайн                |
| 1978      | ф  |                                         | A Different Story                      | Стелла Кукі                 |
| 1977      | с  | Поліцейська історія                     | Police Story                           | Ненсі                       |
| 1977      | тф | Сонячне Різдво                          | Sunshine Christmas                     | Нора                        |
| 1977      | тф | Вашингтон: За зачиненими дверима        | Washington: Behind Closed Doors        | Дженні Джеймсон             |
| 1976      | тф | Джеймс Дін                              | James Dean                             | Діззі Шерідан               |
| 1975      | с  | Баретта                                 | Baretta                                | Стелла / Лола               |
| 1975      | с  | Троє в дорозі                           | Three for the Road                     | Петті Гарді                 |
| 1975      | с  |                                         | Bronk                                  | Маргарет Льюіс              |
| 1975      | с  | Вулиці Сан Франциско                    | The Streets of San Francisco           | Ненсі Елізабет Меллон       |
| 1975      | с  |                                         | Sunshine                               | Нора                        |
| 1975      | тф |                                         | Promise Him Anything                   | Марджорі                    |
| 1974      | тф |                                         | Things in Their Season                 | Джуді Пайнес                |
| 1974      | ф  | Ласкаво просимо в Ерроу Біч             | Welcome to Arrow Beach                 | Роббін Стенлі               |
| 1974      | с  | Людина на шість мільйонів доларів       | The Six Million Dollar Man             | Міноні                      |
| 1973      | тф | Сонячне світло                          | Sunshine                               | Нора                        |
| 1973      | с  | Кеннон                                  | Cannon                                 | Лінда Морроу                |
| 1973      | с  | Широкий світ таємниць                   | The Wide World of Mystery              |                             |
| 1973—1976 | с  | Відділ 5-О                              | Hawaii Five-O                          | Енн Ворінг / Ніна           |
| 1973—1974 | с  | Барнабі Джонс                           | Barnaby Jones                          | різні ролі                  |
| 1972—1974 | с  | ФБР                                     | The F.B.I.                             | Паула Тейлор / Мерсі Браун  |
| 1972—1974 | с  | Медичний центр                          | Medical Center                         | Кессі / Маккіннон           |
| 1972—1973 | с  | Історії привидів                        | Ghost Story                            | Пенні Вайсман / Джулі Барнс |
| 1972      | с  | Меннікс                                 | Mannix                                 | Шейла Лінлі                 |
| 1972      | с  | Шосте відчуття                          | The Sixth Sense                        | Кейрі Еверс                 |
| 1972      | с  | Молодий доктор Кілдар                   | Young Dr. Kildare                      | Ребекка                     |
| 1972      | ф  |                                         | Thumb Tripping                         | Шей                         |
| 1971      | ф  | Убивства Тодда                          | The Todd Killings                      |                             |
| 1971      | тф |                                         | The Death of Me Yet                    | Еліс                        |
| 1971      | с  | Ден Огест                               | Dan August                             | Ем Джексон                  |
| 1971      | с  | Бонанца                                 | Bonanza                                | місіс Еванджелін Вудтрі     |
| 1971      | с  |                                         | Storefront Lawyers                     | Барбара Міллетт             |
| 1970—1971 | с  | Загін «Стиляги»                         | The Mod Squad                          | Каролін Дельгадо / Кора     |
| 1970      | с  |                                         | The Interns                            | Шерон                       |
| 1970      | ф  | Адам о шостій годині ранку              | Adam at Six A.M.                       | Джойс                       |
| 1970      | с  | А ось і наречені                        | Here Come the Brides                   | Келлі Марш                  |
| 1969      | с  |                                         | NET Playhouse                          | Пракситія                   |